# Религия в Суринаме
Религия в Суринаме по состоянию на 2012 год
 христиане (48,4 %) индуисты (22,3 %) мусульмане (13,9 %) винтисты (1,8 %) кьявенцы (0,8 %) прочие (2,1 %) атеисты (7,5 %) неизвестно (3,2 %)
Религия в Суринаме представлена рядом религиозных культов и практик, что связано с этническим разнообразием населения страны. По данным последней переписи населения в 2012 году 48,4 % суринамцев исповедуют христианство (католики и протестанты), 22,3 % — индуизм, 13,9 % — ислам (сунниты), 1,8 % — приверженцы афросуринамского культа винти и 0,8 % являются адептами яванского культа кебатинан. 2,1 % суринамцев исповедуют другие религии (иудаисты, маргинальные протестанты, шаманисты и анимисты). 7,5 % заявили себя атеистами или агностикам и 3,2 % не ответили на вопрос о своей религии.
Традиционные религии практикуют суринамские индейцы и мароны — потомки рабов-африканцев, бежавших в джунгли. Среди индейцев, главным образом во внутренних районах страны, в меньшей степени на побережье, практикуется шаманизм и анимизм. Обряды проводятся шаманами, которых называют пьяйманами. У маронов, населяющих внутренние районы страны, также исповедующих анимизм, существует культ предков с определённым ритуалом, который называют винти. Среди суринамцев иднейского и маронского происхождения, которые называют себя христианами, существует элемент двоеверия. Наряду с христианскими практиками, они продолжают придерживаться местных религиозных традиций, связанных с анимизмом.
Иудаизм в Суринаме исповедует небольшая община евреев. Здесь также присутствуют небольшие общины бахаистов и буддистов. Миссионерскую деятельность ведут мормоны и ахмадие.
Многие политические партии, в том числе шесть из восьми партий в правящей коалиции, имеют сильные этнические связи, и их члены, как правило, придерживаются или практикуют общую религию. Например, в рамках правящей коалиции, большинство членов принадлежат к креольской Национальной партии Суринама (N.P.S.) и являются членами Моравской церкви, большинство членов Соединенной реформатской партии являются индосуринамцами и исповедуют индуизм, а партии Пертйайа Лухур — суринамскими яванцами и исповедуют ислам. Однако, стороны не имеют никаких требований к тому, чтобы лидеры политических партий или их члены придерживались определенной религии.